# Nonkel Jef
Nonkel Jef was een Vlaamse komische televisieserie over een fictieve bejaarde landbouwer, uitgezonden tussen 1995 en 2001 op VTM.
Met 175 uitgezonden afleveringen is Nonkel Jef de op twee na langstlopende Vlaamse reeks in het sitcomgenre. Het moet enkel De Kotmadam (352 afleveringen) en F.C. De Kampioenen (273 afleveringen) laten voorgaan.

## Situering en inhoud
De reeks speelt zich af in het fictieve dorpje Ginderbos in de Kempen, als deelgemeente van het eveneens fictieve bedevaartsoord Achterhout.
Boer Jef is een oude, ongemanierde man die zijn eigen leven wil leiden en dat liefst op de kap van anderen. Hij is een echte gierigaard en probeert uit alles munt te slaan. Jef is gehecht aan zijn handpop Modest. 

## Personages
| Acteur                                                      | Personage                                                              |
| ----------------------------------------------------------- | ---------------------------------------------------------------------- |
| Ivo Pauwels                                                 | ”Nonkel" Jef Melkenbeek                                                |
| Lia Lee                                                     | Leona De Paepe, vrouw van Nonkel Jef, overleed in de eerste aflevering |
| Luc Verhoeven                                               | Isidoor "Izzi" Melkenbeek                                              |
| Linda De Ridder                                             | Odette Nollette                                                        |
| Tom Vanden Meersschaut meerdere baby's, peuters en kleuters | Jefke Melkenbeek                                                       |
| Paul-Emile Van Royen                                        | Louis Melkenbeek                                                       |
| Nicole Laurent                                              | Magda Van De Water-Vuylsteke                                           |
| Axel Daeseleire                                             | Johnny Melkenbeek                                                      |
| Frans Van De Velde                                          | Eduard                                                                 |
| Josée Van Den Broeck                                        | Lizette                                                                |
| Vic Ribbens                                                 | Staf                                                                   |
| Paul Peeters                                                | Mon                                                                    |
| Ray Van Campenhout                                          | Zotten Dré                                                             |
| Herman Denkens                                              | Pastoor                                                                |
| Rita Smets                                                  | Mariette                                                               |
| Erik Verschueren                                            | Jos                                                                    |
| Liljan Verstraeten                                          | Julia                                                                  |
| Jan Maes                                                    | Champetter                                                             |
| Joris Van den Eynde                                         | Cyriel                                                                 |
| Pol Goossen                                                 | "Lange" Fons Van Baal                                                  |
| Marc Bober                                                  | Vettige Jean                                                           |
| Bob Stijnen                                                 | Sander Lincke                                                          |
| Gudi Raymakers                                              | Adolphine, de biologische moeder van Izzi                              |
| Denise Daems                                                | Bertha                                                                 |
| Stef Van Der Streeck                                        | Firmin                                                                 |
| Paul Wuyts                                                  | Champetter, later commissaris                                          |
| Elke Roels                                                  | Gertrude                                                               |
| Lea Witvrouwen                                              | Gerda                                                                  |
| Rit Laenen                                                  | Marie                                                                  |
| Olga Fialca                                                 | Bernadette                                                             |
| Vera Goris                                                  | Martha                                                                 |
| Luc De Peuter                                               | Stef                                                                   |
| Roger De Paepe                                              | Baron                                                                  |
| Nic Fruru                                                   | Burgemeester                                                           |
| Eric Kerremans                                              | Marlon                                                                 |
| Yvette Ravell                                               | Amandine                                                               |
| Marilou Mermans                                             | Janine                                                                 |
| Kurt Defrancq                                               | Bruno Cockelbergh                                                      |
| Jeroen Maes                                                 | Cyriel Gregorius (2de pastoor)                                         |
| Daisy Thys                                                  | Champetster Rozeke Polfliet                                            |
| Karin Jacobs                                                | Annette Polfliet                                                       |
| Els Meeus                                                   | Chantal Sneyers                                                        |
| Bieke Brys                                                  | Margot                                                                 |
| Firmin Troukens                                             | Boer Leon                                                              |

## Afleveringen

### Seizoen 1
Hoofdcast: Ivo Pauwels (Jef), Linda De Ridder (Odette), Paul-Emile Van Royen (Louis), Nicole Laurent (Magda), Luc Verhoeven (Izzi), Frans Van de Velde (Eduard), Ray Van Campenhout (Zotten Dré), Axel Daeseleire (Johnny), Josée Van den Broeck (Lizette), Vic Ribbens (Staf) en Paul Peeters (Mon).
| Volgnummer | Aflevering | Titel                 | Eerste uitzending | Origineel kijkcijfer |
| ---------- | ---------- | --------------------- | ----------------- | -------------------- |
| 1          | 1          | Eindelijk!            | 25 maart 1995     | 1.203.000 kijkers    |
| 2          | 2          | Odette wil blijven    | 1 april 1995      | 1.055.000 kijkers    |
| 3          | 3          | De erfenis            | 8 april 1995      | 1.024.000 kijkers    |
| 4          | 4          | Odette moet weg       | 15 april 1995     | 1.055.000 kijkers    |
| 5          | 5          | De moordaanslag       | 22 april 1995     | 1.077.000 kijkers    |
| 6          | 6          | De verhuis            | 29 april 1995     | 966.000 kijkers      |
| 7          | 7          | Mona                  | 6 mei 1995        | 818.000 kijkers      |
| 8          | 8          | Het Limburgs huwelijk | 13 mei 1995       | 839.000 kijkers      |
| 9          | 9          | Op safari             | 20 mei 1995       | 1.024.000 kijkers    |
| 10         | 10         | T.G.V.                | 27 mei 1995       | 828.000 kijkers      |

### Seizoen 2
Hoofdcast: Ivo Pauwels (Jef), Linda De Ridder (Odette), Paul-Emile Van Royen (Louis), Nicole Laurent (Magda), Luc Verhoeven (Izzi), Frans Van de Velde (Eduard), Ray Van Campenhout (Zotten Dré), Axel Daeseleire (Johnny), Josée Van den Broeck (Lizette), Vic Ribbens (Staf) en Paul Peeters (Mon).
| Volgnummer | Aflevering | Titel                   | Eerste uitzending | Origineel kijkcijfer |
| ---------- | ---------- | ----------------------- | --- | -------------------- |
| 11         | 1          | Hup Holland hup         | 2 september 1995 | 1.013.000 kijkers    |
| 12         | 2          | Izzirano                | 9 september 1995 | 975.000 kijkers      |
| 13         | 3          | Konijnekeutels          | 16 september 1995 | 1.003.000 kijkers    |
| 14         | 4          | De prijsduif            | 23 september 1995 | 1.045.000 kijkers    |
| 15         | 5          | De inspectie            | 30 september 1995 | 1.082.000 kijkers    |
| 16         | 6          | Stropers                | 7 oktober 1995 | 992.000 kijkers      |
| 17         | 7          | Groot vuil              | 14 oktober 1995 | 1.077.000 kijkers    |
| 18         | 8          | De speciale dag         | |                      |
| 19         | 9          | De eerste duif          | |                      |
| 20         | 10         | De brief voor Odette    | |                      |
| 21         | 11         | Huurgeld                | |                      |
| 22         | 12         | De lotto                | |                      |
| 23         | 13         | Prima Odetta            | |                      |
| 24         | 14         | De reportage            | |                      |
| 25         | 15         | Bella Junior            | |                      |
| 26         | 16         | Schattenjacht           | |                      |
| 27         | 17         | Zwarte Stanny           | |                      |
| 28         | 18         | De kolonie              | gastrol: Veerle Dejonghe |                      |
| 29         | 19         | De aflossing            | |                      |
| 30         | 20         | De eerste keer          | |                      |
| 31         | 21         | MicroWave               | |                      |
| 32         | 22         | Filippina               | |                      |
| 33         | 23         | De tank                 | |                      |
| 34         | 24         | Het lief                | |                      |
| 35         | 25         | Terug naar af           | |                      |
| 36         | 26         | Hallo met Melkenbeek??? | |                      |
| 37         | 27         | Jef in 't stad          | laatste aflevering met Johnny Melkenbeek (Axel Daeseleire), Mon (Paul Peeters), Lange Fons (Pol Goossen) en Vettige Jean (Marc Bober) |                      |

### Seizoen 3
Hoofdcast: Ivo Pauwels (Jef), Linda De Ridder (Odette), Paul-Emile Van Royen (Louis), Nicole Laurent (Magda), Luc Verhoeven (Izzi), Frans Van de Velde (Eduard), Ray Van Campenhout (Zotten Dré), Bob Stijnen (Sander), Josée Van den Broeck (Lizette), Vic Ribbens (Staf)       
| Volgnummer | Aflevering | Titel                           |                                                   |
| ---------- | ---------- | ------------------------------- | ------------------------------------------------- |
| 38         | 1          | De dood van Bella               |                                                   |
| 39         | 2          | Naar het gasthuis               |                                                   |
| 40         | 3          | De wapenbroeder                 | eerste aflevering met Sander Lincke (Bob Stijnen) |
| 41         | 4          | De thuiskomst                   |                                                   |
| 42         | 5          | De scouts                       |                                                   |
| 43         | 6          | De erescout                     |                                                   |
| 44         | 7          | De bedevaart                    |                                                   |
| 45         | 8          | De bevalling                    |                                                   |
| 46         | 9          | Love is in the air              |                                                   |
| 47         | 10         | Schaapjes op het droge          |                                                   |
| 48         | 11         | Uit de hand te koop             |                                                   |
| 49         | 12         | De held                         |                                                   |
| 50         | 13         | Verloofd                        |                                                   |
| 51         | 14         | De Nieuwe Bella                 |                                                   |
| 52         | 15         | De Serviceflats                 |                                                   |
| 53         | 16         | De Eendagsreis                  |                                                   |
| 54         | 17         | De Bruiloft                     | eerste aflevering met Adolphine (Gudi Raymakers)  |
| 55         | 18         | Moeke                           |                                                   |
| 56         | 19         | De Allumeuse                    |                                                   |
| 57         | 20         | Alleen                          | laatste aflevering met Adolphine (Gudi Raymakers) |
| 58         | 21         | De Beslissing                   | laatste aflevering met champetter (Jan Maes)      |
| 59         | 22         | Het Afscheid                    |                                                   |
| 60         | 23         | Ontsnapt                        | eerste aflevering met champetter (Paul Wuyts)     |
| 61         | 24         | Krakers                         |                                                   |
| 62         | 25         | De Twee Musketiers              |                                                   |
| 63         | 26         | Door De Mand                    |                                                   |
| 64         | 27         | Hard Tegen Hart                 |                                                   |
| 65         | 28         | Zoals Het Klokje Thuis Tikt...  |                                                   |
| 66         | 29         | De Bankroof                     | eerste aflevering met Gertrude (Elke Roels)       |
| 67         | 30         | De Butler                       |                                                   |
| 68         | 31         | Als Ge Van De Duivel Spreekt... |                                                   |
| 69         | 32         | Chantage                        |                                                   |
| 70         | 33         | In Sjiek Gezelschap             | laatste aflevering met Bertha (Denise Daems)      |
| 71         | 34         | Mirakels                        |                                                   |
| 72         | 35         | De Heilige Leona                |                                                   |
| 73         | 36         | Marsbewoners                    |                                                   |
| 74         | 37         | De Goochelaar                   | gastrol: Gil Ricardo                              |
| 75         | 38         | Nonkel Jef In Engeland          |                                                   |
| 76         | 39         | Afternoon Tea                   | gastrol: Theo Van Baarle                          |
| 77         | 40         | De Badkamer                     |                                                   |
| 78         | 41         | Twee Oude Bokken                |                                                   |
| 79         | 42         | Het Schijnhuwelijk              |                                                   |
| 80         | 43         | Vlammende Ruzie!                |                                                   |
| 81         | 44         | Once Upon a Time in de Kempen   |                                                   |

### Seizoen 4
Hoofdcast: Ivo Pauwels (Jef), Linda De Ridder (Odette),  Paul-Emile Van Royen (Louis), Nicole Laurent (Magda), Luc Verhoeven (Izzi), Frans Van de Velde (Eduard), Ray Van Campenhout (Zotten Dré), Bob Stijnen (Sander), Josée Van den Broeck (Lizette), Vic Ribbens (Staf)        
| Volgnummer | Aflevering | Titel                   |                                                                                         |
| ---------- | ---------- | ----------------------- | --------------------------------------------------------------------------------------- |
| 82         | 1          | Halleluja               | laatste aflevering met Louis Melkenbeek (Paul-Emile Van Royen) en Gertrude (Elke Roels) |
| 83         | 2          | Het Testament           |                                                                                         |
| 84         | 3          | De Luchtdoop            |                                                                                         |
| 85         | 4          | Het Rijbewijs           |                                                                                         |
| 86         | 5          | Nonkel Jef in Australië |                                                                                         |
| 87         | 6          | Crocodile Jef           |                                                                                         |
| 88         | 7          | Inpakken en Wegwezen    |                                                                                         |
| 89         | 8          | Het Liefdesnestje       |                                                                                         |
| 90         | 9          | Beestjes                |                                                                                         |
| 91         | 10         | Oost, West,...          |                                                                                         |
| 92         | 11         | Zwanger                 |                                                                                         |
| 93         | 12         | Vlaamse Kermis          | gastrol: Eddy Planckaert                                                                |
| 94         | 13         | In het Gips             |                                                                                         |
| 95         | 14         | Lang Zal Hem Leven      |                                                                                         |
| 96         | 15         | Kuren                   | gastrol: Lutgarde Pairon, Eddy Jacobs                                                   |
| 97         | 16         | De Koekoek              |                                                                                         |
| 98         | 17         | In de politiek          |                                                                                         |
| 99         | 18         | Carnaval                |                                                                                         |
| 100        | 19         | Jefke                   |                                                                                         |
| 101        | 20         | De doop                 |                                                                                         |
| 102        | 21         | Maneuvers               |                                                                                         |
| 103        | 22         | Een valse noot          |                                                                                         |
| 104        | 23         | De kroongetuige         |                                                                                         |

### Seizoen 5
Hoofdcast: Ivo Pauwels (Jef), Linda De Ridder (Odette), Nicole Laurent (Magda), Luc Verhoeven (Izzi), Frans Van de Velde (Eduard), Ray Van Campenhout (Zotten Dré), Bob Stijnen (Sander), Josée Van den Broeck (Lizette), Vic Ribbens (Staf)        
| Volgnummer | Aflevering | Titel                      | |
| ---------- | ---------- | -------------------------- | --- |
| 105        | 1          | Hypnose                    | |
| 106        | 2          | De zigeunerin              | |
| 107        | 3          | Leven in de brouwerij      | |
| 108        | 4          | Vermist!                   | gastrol: Wanda Joosten |
| 109        | 5          | Toch een vader!            | |
| 110        | 6          | Drie mannen en Jefke       | |
| 111        | 7          | Sinterklaas kapoentje!     | gastrol: Jos Van Gorp, René Pauwels, Ben Van Hoof                                                                                                   |
| 112        | 8          | De kracht van het gebed    | |
| 113        | 9          | Sluikstokers!              | |
| 114        | 10         | Kerstverlichting!          | |
| 115        | 11         | Millennium!                | |
| 116        | 12         | Dansles                    | |
| 117        | 13         | Welkom thuis Odette        | |
| 118        | 14         | Op naar Tenerife           | |
| 119        | 15         | Tio Pepe                   | |
| 120        | 16         | Wereldburgers              | |
| 121        | 17         | De uitnodiging             | |
| 122        | 18         | Als de Geit van huis is... | |
| 123        | 19         | De verdwenen monstrans     | |
| 124        | 20         | Terug naar 't stad         | |
| 125        | 21         | Maskers                    | gastrol: Walter Quartier |
| 126        | 22         | S.O.S. Sjampetter          | |
| 127        | 23         | De geheime romance         | |
| 128        | 24         | Edje & Zetje               | gastrol: Ben Van Hoof |
| 129        | 25         | Miss Pluimvee              | gastrol: Wittie Beks, Vandana De Boeck, Anke De Ridder, e.a.                                                                                        |
| 130        | 26         | Ouwe taaie                 | |
| 131        | 27         | De ronde van Ginderbos     | gastrol: Thomas Vanderveken, Claude Vanderveken, Diana More, e.a.                                                                                   |
| 132        | 28         | Weer of geen weer          | gastrol: Eddy De Mey |
| 133        | 29         | De buikspreker             | gastrol: Gert Bollaert |
| 134        | 30         | Gekidnapt                  | |
| 135        | 31         | Een dagje aan zee          | gastrol: Peter Thyssen |
| 136        | 32         | Dromen zijn bedrog         | laatste aflevering met Sander Lincke (Bob Stijnen), Staf (Vic Ribbens), Mariette (Rita Smets), Jos (Erik Verschueren) en Julia (Liljan Verstraeten) |

### Seizoen 6
Hoofdcast: Ivo Pauwels (Jef), Linda De Ridder (Odette), Nicole Laurent (Magda), Luc Verhoeven (Izzi), Frans Van de Velde (Eduard), Ray Van Campenhout (Zotten Dré), Kurt Defrancq (Bruno), Josée Van den Broeck (Lizette), Daisy Thys (Rozeke) en Jeroen Maes (Cyriel)
| Volgnummer | Aflevering | Titel                        |                                                                                      |
| ---------- | ---------- | ---------------------------- | ------------------------------------------------------------------------------------ |
| 137        | 1          | Een nieuwe ster aan de hemel | eerste aflevering met Bruno Cockelbergh (Kurt Defrancq) en Cyriel (Jeroen Maes)      |
| 138        | 2          | De filosoof van Ginderbos    | laatste aflevering met Marie (Rit Laenen), eerste aflevering met Martha (Vera Goris) |
| 139        | 3          | Een jaloerse bok             | eerste aflevering met Rozeke Polfliet (Daisy Thys)                                   |
| 140        | 4          | De fanfare rukt uit          | gastrol: Leo Achten, Neel Van Ishoven, Patsy Bonsels, Ann Hendrickx, e.a.            |
| 141        | 5          | Scheiding van tafel en bed   |                                                                                      |
| 142        | 6          | Bowling                      | gastrol: Rudy Van Hool, Suzy Vandoninck                                              |
| 143        | 7          | Tandpijn                     | gastrol: Herman Boets, Ilse Janssens, Saskia Van Bever, Ronny Van Rumst              |
| 144        | 8          | Riooljournalistiek           | laatste aflevering met Cyriel (Joris Van den Eynde)                                  |
| 145        | 9          | Naar de kleuterklas          | eerste aflevering met Annette Polfliet (Karin Jacobs)                                |
| 146        | 10         | Wassen en plassen            | gastrol: Patsy Bonsels                                                               |
| 147        | 11         | Gospels                      | gastrol: Patsy Bonsels, Ann Hendrickx, Rod Sinclair                                  |
| 148        | 12         | Zeepkisten                   |                                                                                      |
| 149        | 13         | Een zeldzame munt            |                                                                                      |
| 150        | 14         | Dikbil                       |                                                                                      |

### Seizoen 7
Hoofdcast: Ivo Pauwels (Jef), Karin Jacobs (Annette), Nicole Laurent (Magda), Luc Verhoeven (Izzi), Frans Van de Velde (Eduard), Ray Van Campenhout (Zotten Dré), Kurt Defrancq (Bruno), Josée Van den Broeck (Lizette), Daisy Thys (Rozeke) en Jeroen Maes (Cyriel)
| Volgnummer | Aflevering | Titel                             |                                                                           |
| ---------- | ---------- | --------------------------------- | ------------------------------------------------------------------------- |
| 151        | 1          | De vogelverschrikker              |                                                                           |
| 152        | 2          | Verhuizen                         | gastrol: Patsy Bonsels                                                    |
| 153        | 3          | Serenade                          |                                                                           |
| 154        | 4          | Wipschieten                       |                                                                           |
| 155        | 5          | Drie kaarsjes voor Jefke          | laatste aflevering met Odette Nollette (Linda De Ridder)                  |
| 156        | 6          | De deurwaarder                    | gastrol: Fons Versteven                                                   |
| 157        | 7          | Kaartwedstrijd                    |                                                                           |
| 158        | 8          | Oogst                             | gastrol: Diana More                                                       |
| 159        | 9          | Golf                              | gastrol: Daphné Boeckx, Kristoff Clerckx, Guido De Craene, Guy Thys, e.a. |
| 160        | 10         | Circus                            | gastrol: Daniel Jacqady, Pierrot Malter, e.a.                             |
| 161        | 11         | Missiefeesten                     | gastrol: Fred Van Kuyk                                                    |
| 162        | 12         | De hobbyclub                      | gastrol: Paul Moons                                                       |
| 163        | 13         | De hengelwedstrijd                |                                                                           |
| 164        | 14         | De Zwarte Hand                    |                                                                           |
| 165        | 15         | De veranda                        | gastrol: Werner Mollet                                                    |
| 166        | 16         | Op retraite                       | gastrol: Alex Martens, Jan Pauwels, Peter Van de Mierop, Bert Verveecken  |
| 167        | 17         | Gerechtigheid                     | gastrol: Marcel Vandenbussche                                             |
| 168        | 18         | Chez Magda                        | gastrol: Emiel Ravijts, Caroline Rome, Eddy Romy, Guy Spiessens           |
| 169        | 19         | Het referendum                    | gastrol: Edy Jacobs                                                       |
| 170        | 20         | Groeihormonen                     |                                                                           |
| 171        | 21         | Radio Ginderbos                   | gastrol: Dirk Bosschaert                                                  |
| 172        | 22         | Het huwelijksaanzoek              | gastrol: Jef Burm, Gerda Marchand                                         |
| 173        | 23         | Een nieuwe auto                   | gastrol: Bart Van den Eynde, Karel Willekens, e.a.                        |
| 174        | 24         | De broer van Cyriel, de pechvogel | gastrol: Dirk Van Vooren                                                  |
| 175        | 25         | Huwelijk Izzi & Annette           | gastrol: Jef Burm, Gerda Marchand                                         |

## Decor
Verscheidene opnames werden gemaakt in studio's in Boortmeerbeek. In de deelgemeente Hever (Boortmeerbeek) werden er diverse buitenopnames gemaakt aan huizen en aan de bakker en kruidenierswinkel. Ook de kerk van Hever werd langs buiten en langs binnen als decor gebruikt. Weert werd deels het decor voor de meeste buitenopnames. Het huis waarin Jef Melkenbeek woonde stond er. Het huis stond op de grond in de straat Briel op nummer 20. Ook het Kasteel Marnix de Sainte-Aldegonde werd gebruikt voor binnen en buitenopnames. Het was de woonplaats van de oude baron. Weert werd ook gebruikt voor opnames voor enkele afleveringen waar men zogezegd in het fictieve dorpje achterhout lopen. 

## Theater
In 2016 maakte Nonkel Jef zijn comeback. In het Antwerpse theater Elckerlyc bracht hij de theatervoorstelling Nonkel Jef zit in de patatten. Dirk Lavrysen tekende voor de regie. Ivo Pauwels en Linda De Ridder hernamen hun rollen van Nonkel Jef en Odette. In 2018 kwam Nonkel Jef en de verloren zoon op het toneel. In 2019 werd Chez Nonkel Jef opgevoerd.
- Nonkel Jef zit in de patatten (2016)
- Ivo Pauwels (Nonkel Jef)
- Linda De Ridder (Odette)
- Diana More (Magda)
- Ben Van Hoof (Eduard)
- Patrick Onzia (Zotten Dré)
- Dirk Van Vaerenbergh (Sander)
- Jef Demedts (Pastoor)

- Nonkel Jef en de verloren zoon (2018)
- Ivo Pauwels (Nonkel Jef)
- Linda De Ridder (Odette)
- Diana More (Magda)
- Luc Verhoeven (Izzi)
- Patrick Onzia (Zotten Dré)
- Dirk Lavrysen (Sander)
- Brik Van Dyck

- Chez Nonkel Jef (2019)
- Ivo Pauwels (Nonkel Jef)
- Linda De Ridder (Odette)
- Diana More (Magda)
- Patrick Onzia (Zotten Dré)
- Andy Peelman (Pastoor)
- Danni Heylen (Charlotte van Mechelen)

- Leve Nonkel Jef (2020)
- kon niet plaatsvinden vanwege de Covid-19 -pandemie

- (en)   Nonkel Jef in de Internet Movie Database